# Publi Servili Casca
Publi Servili Casca (en llatí Publius Servilius Casca Longus) va ser un magistrat romà. Formava part de la gens Servília, de la família dels Casca, d'origen plebeu.
Va ser un dels conspiradors contra Juli Cèsar, i sembla que va ser el que va donar el primer cop contra ell l'any 44 aC. Era aquell any tribú de la plebs. Després de la mort de Cèsar va fugir de Roma, per evitar la venjança d'Octavi que el perseguia. Com que els tribuns no podien sortir de Roma durant el tribunat el seu col·lega Publi Titi va aconseguir un decret per la seva destitució. Va lluitar en la batalla de Filipos i va morir molt poc després.